# Ричерт, Нейт
Ната́ниэль Э́рик (Нейт) Ри́черт (англ. Nathaniel Eric "Nate" Richert, род. 28 апреля 1978) — американский музыкант и актёр, наиболее известный по своей роли в молодёжном телесериале «Сабрина — маленькая ведьма»..

## Биография
Ричерт родился 28 апреля 1978 года в Сент-Поле, Миннесота. Жил в Северном Сент-Поле, посещал Северную среднюю школу.

## Карьера

### Как актёр
Ричерт наиболее известен по своей семилетней роли в телесериале «Сабрина — маленькая ведьма». Он исполнял роль Харви Кинкла, возлюбленного главной героини Сабрины (Мелисса Джоан Харт). В конце 4 сезона в 2000 году он временно покинул сериал. Но в течение пятого сезона он также появлялся несколько раз. В 2001 году во время показа 6 сезона Ричерт снова стал постоянным персонажем, до тех пор, пока в 2003 году не закончился последний, седьмой сезон сериала.

### Как музыкант
В 2006 году он бросил актёрскую карьеру и сфокусировался на музыке и написании песен. В настоящее время Ричерт в дуэте с C. Даком Андерсоном исполняет блюграсс-музыку.

## Личная жизнь
В 1999 году находился в отношениях с актрисой Линдсей Слоун. В 2019 году женился на актрисе Малори Фелт.

## Фильмография
| Год       | Название                      | Роль              | Примечания          |
| --------- | ----------------------------- | ----------------- | ------------------- |
| 1996—2003 | Сабрина — маленькая ведьма    | Харви Дуайт Кинкл | главная роль        |
| 1998      | Остров фантазий               | Джош Стивенс      | (ТВ)                |
| 2000      | Прикосновение ангела          | Мэтт Флеминг      | приглашённая звезда |
| 2001      | Обаятельная и привлекатнльная | парень            |                     |
| 2002      | Ты серийный убийца?           | Джефф             | короткометражка     |
| 2003      | Пиньята: Остров демона        | Джейк             | (ТВ)                |
| 2004      | Уверенная рука бога           | Перри             | (ТВ)                |
| 2004      | Gamebox 1.0                   | Чарли             |                     |
| 2006      | Г-е-н-р-и                     | Генри             | короткометражка     |